# 索姆河畔圣瓦勒里
索姆河畔圣瓦勒里（法語：Saint-Valery-sur-Somme，法語發音：[sɛ̃ valʁi syʁ sɔm]）是法国上法蘭西大區索姆省的一个市镇，属于阿布维尔区。

## 地理
索姆河畔圣瓦勒里（50°11'18"N, 1°37'46"E）面积10.5 平方千米，位于法国上法蘭西大區索姆省，该省份为法国北部沿海省份，北起加来海峡省和北部省，西接滨海塞纳省和大西洋英吉利海峡，南至瓦兹省，东临埃纳省。
与索姆河畔圣瓦勒里接壤的市镇（或旧市镇、城区）包括：布瓦蒙、埃斯特雷伯夫、庞代。

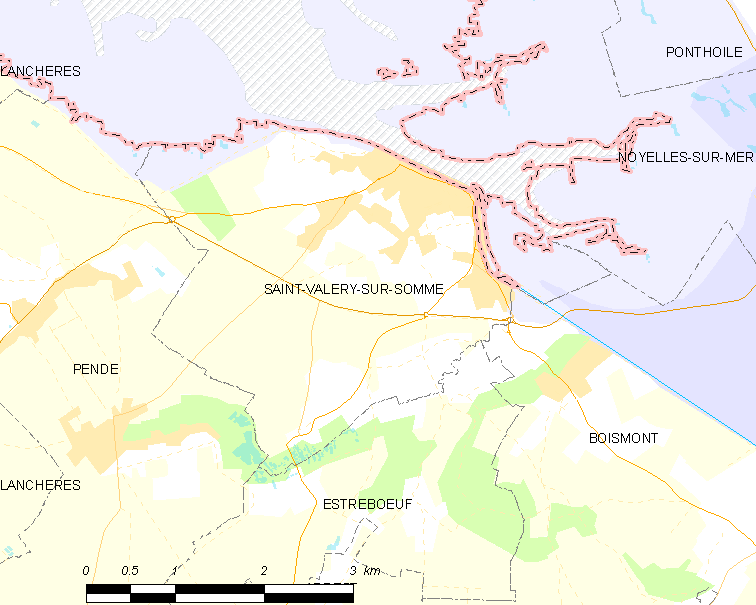
索姆河畔圣瓦勒里的OSM定位图

索姆河畔圣瓦勒里的时区为UTC+01:00、UTC+02:00（夏令时）。

## 行政
索姆河畔圣瓦勒里的邮政编码为80230，INSEE市镇编码为80721。

## 政治
索姆河畔圣瓦勒里所属的省级选区为阿布维尔第二县。

## 人口

1962-2008年间索姆河畔圣瓦勒里人口变化图示

索姆河畔圣瓦勒里于2022年1月1日时的人口数量为2350人。